# Fort Vuren
Fort Vuren is een fort dat onderdeel uitmaakt van de Nieuwe Hollandse Waterlinie, en is gelegen in Vuren in de gemeente West Betuwe in de Nederlandse provincie Gelderland.
Het fort werd in 1844 gebouwd aan de Waaldijk, het diende ter bescherming van Gorinchem en om te voorkomen dat de vijand naar het westen trok. In 1847-1849 werd er boven op het fort een bomvrije toren gebouwd. Er werd een gracht om de toren gegraven, waarna deze alleen nog maar via een ophaalbrug te bereiken was. In 1873-1879 werd de bomvrije toren deels afgebroken, omdat hij te kwetsbaar was. De bovenste verdieping werd verwijderd en er kwam de contrescarpgalerij bij. Het torenfort, de contrescarpgalerij en kazerne boden onderdak aan maximaal 420 man en 30 stukken geschut.
Het fort bij Vuren zou gebruikt worden tijdens de verschillende mobilisaties en kreeg in 1940 een Duitse luchtaanval te verwerken. Het bleef in Duitse handen tot de laatste dagen voor de bevrijding en zou daarna dienstdoen om verschillende ‘foute’ Nederlanders uit de regio te interneren.
De Tweede Wereldoorlog bracht het dorp gevechtshandelingen, polderinundaties, gesneuvelde Vurense soldaten, een op een woonhuis neergestort vliegtuig waarbij een vader en twee dochters omkwamen en enkele neergeschoten vliegtuigen met een Poolse en een Nieuw-Zeelandse piloot. Laatstgenoemde werd in Vuren begraven.
Staatsbosbeheer heeft het fort in erfpacht gegeven aan de Stichting Wandel- en Fietsforten. Er is horeca met een terras. Een herberg maakt overnachten in de kazerne of bunker mogelijk.